# Organwerk

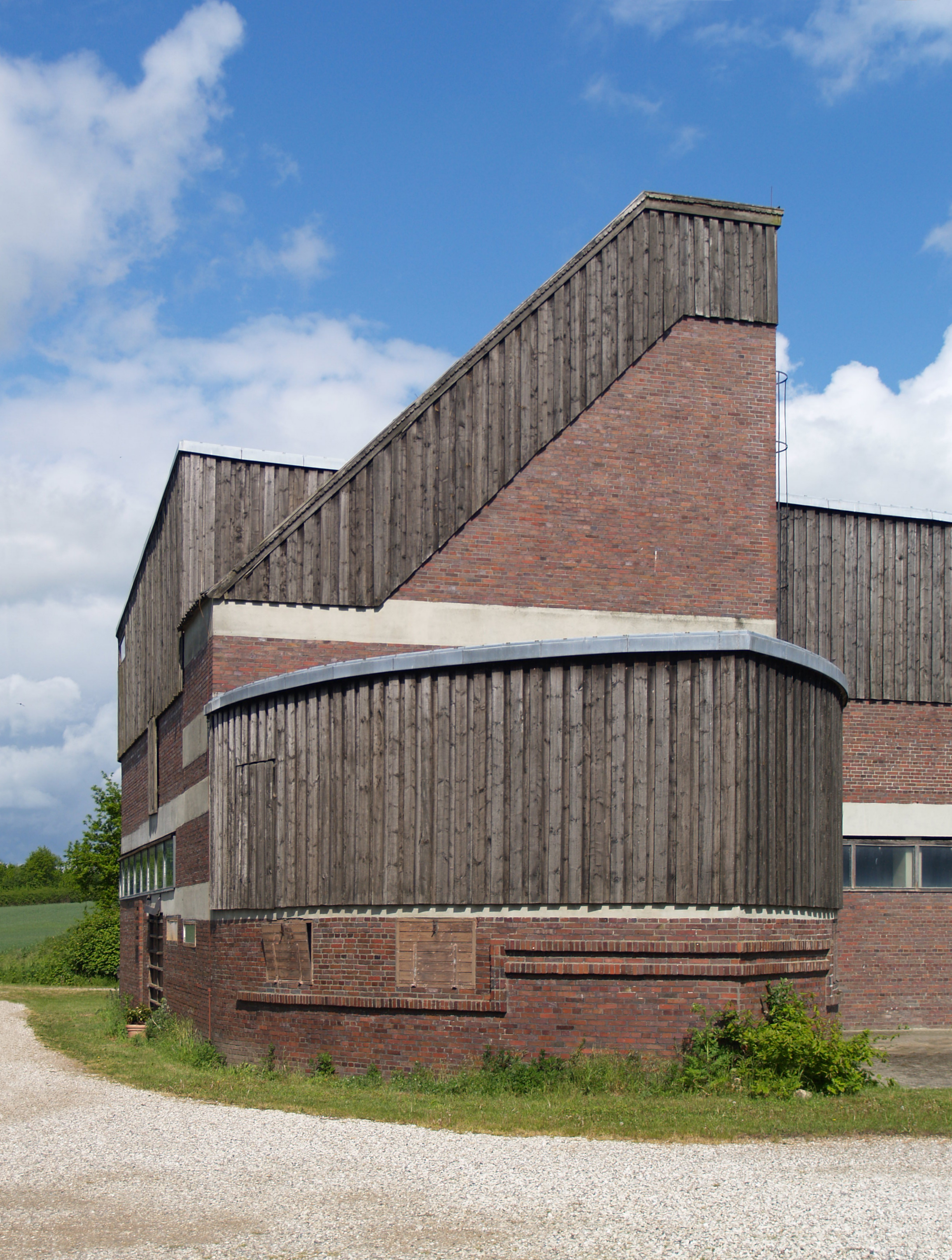
Gut Garkau farm, Scharbeutz, 1922-28

(Hugo Häring)

L'Organwerk, o più semplicemente "Essenza programmatica dell'Organismo", è un concetto filosofico applicato all'architettura espresso dall'architetto espressionista Hugo Häring. Egli sosteneva infatti che fosse sbagliato che una forma architettonica venisse generata a priori attraverso deduzioni logiche o funzionaliste. Questa doveva essere estrapolata mediante un'analisi, da parte di anime particolarmente sensibili (quindi non per tutti) ed illuminate, che servirebbe a carpire la vera anima naturale delle cose, da cui poi riuscire anche a capire la forma che dovrebbe avere. Negli oggetti di origine naturale il concetto è chiaro, mentre più difficile è il discorso per gli oggetti, o edifici, generati dalla mano degli uomini. È come se ogni oggetto, a seconda del contesto culturale o fisico (o della situazione socio-economica in cui viene immerso) in cui si trova, avesse già in sé (interiormente) una forma esteriore che aspetta solo di essere carpita, analizzata e dunque espressa. Scrive lo stesso Häring: 